# Nostitz (Allemagne)
Pour les articles homonymes, voir Nostitz.
Nostitz est un village de la banlieue de Weißenberg, située dans le land de Saxe, en Allemagne.